# Хозандайкіно
Хозанда́йкіно (рос. Хозандайкино, чув. Хосантай) — присілок у складі Чебоксарського району Чувашії, Росія. Входить до складу Сіньял-Покровського сільського поселення.
Населення — 151 особа (2010; 121 у 2002).
Національний склад:
- чуваші — 96 %

Стара назва — Хозайданкіно.